# 409
El 409 (CDIX) fou un any comú començat en divendres del calendari julià. En aquell temps, era conegut com a any del consolat d'Honori i Teodosi (o, més rarament, any 1162 ab urbe condita). L'ús del nom «409» per referir-se a aquest any es remunta a l'alta edat mitjana, quan el sistema Anno Domini esdevingué el mètode de numeració dels anys més comú a Europa.

## Esdeveniments
- Els sueus funden un regne a Galícia.